# Список астероїдів (32701—32800)
| Назва                    | Тимчасове позначення | Дата відкриття    | Місце відкриття                      | Відкривач                                              |
| ------------------------ | -------------------- | ----------------- | ------------------------------------ | ------------------------------------------------------ |
| (32701) 1353 T-2         | 1353 T-2             | 29 вересня 1973   | Паломарська обсерваторія             | К. Й. ван Гаутен, І. ван Гаутен-Ґроневельд, Т. Герельс |
| (32702) 2028 T-2         | 2028 T-2             | 29 вересня 1973   | Паломарська обсерваторія             | К. Й. ван Гаутен, І. ван Гаутен-Ґроневельд, Т. Герельс |
| (32703) 2087 T-2         | 2087 T-2             | 29 вересня 1973   | Паломарська обсерваторія             | К. Й. ван Гаутен, І. ван Гаутен-Ґроневельд, Т. Герельс |
| (32704) 2140 T-2         | 2140 T-2             | 29 вересня 1973   | Паломарська обсерваторія             | К. Й. ван Гаутен, І. ван Гаутен-Ґроневельд, Т. Герельс |
| (32705) 2157 T-2         | 2157 T-2             | 29 вересня 1973   | Паломарська обсерваторія             | К. Й. ван Гаутен, І. ван Гаутен-Ґроневельд, Т. Герельс |
| (32706) 2212 T-2         | 2212 T-2             | 29 вересня 1973   | Паломарська обсерваторія             | К. Й. ван Гаутен, І. ван Гаутен-Ґроневельд, Т. Герельс |
| (32707) 3089 T-2         | 3089 T-2             | 30 вересня 1973   | Паломарська обсерваторія             | К. Й. ван Гаутен, І. ван Гаутен-Ґроневельд, Т. Герельс |
| (32708) 3160 T-2         | 3160 T-2             | 30 вересня 1973   | Паломарська обсерваторія             | К. Й. ван Гаутен, І. ван Гаутен-Ґроневельд, Т. Герельс |
| (32709) 3355 T-2         | 3355 T-2             | 25 вересня 1973   | Паломарська обсерваторія             | К. Й. ван Гаутен, І. ван Гаутен-Ґроневельд, Т. Герельс |
| (32710) 4063 T-2         | 4063 T-2             | 29 вересня 1973   | Паломарська обсерваторія             | К. Й. ван Гаутен, І. ван Гаутен-Ґроневельд, Т. Герельс |
| (32711) 4132 T-2         | 4132 T-2             | 29 вересня 1973   | Паломарська обсерваторія             | К. Й. ван Гаутен, І. ван Гаутен-Ґроневельд, Т. Герельс |
| (32712) 4135 T-2         | 4135 T-2             | 29 вересня 1973   | Паломарська обсерваторія             | К. Й. ван Гаутен, І. ван Гаутен-Ґроневельд, Т. Герельс |
| (32713) 4159 T-2         | 4159 T-2             | 29 вересня 1973   | Паломарська обсерваторія             | К. Й. ван Гаутен, І. ван Гаутен-Ґроневельд, Т. Герельс |
| (32714) 5008 T-2         | 5008 T-2             | 25 вересня 1973   | Паломарська обсерваторія             | К. Й. ван Гаутен, І. ван Гаутен-Ґроневельд, Т. Герельс |
| (32715) 5105 T-2         | 5105 T-2             | 25 вересня 1973   | Паломарська обсерваторія             | К. Й. ван Гаутен, І. ван Гаутен-Ґроневельд, Т. Герельс |
| (32716) 5133 T-2         | 5133 T-2             | 25 вересня 1973   | Паломарська обсерваторія             | К. Й. ван Гаутен, І. ван Гаутен-Ґроневельд, Т. Герельс |
| (32717) 5155 T-2         | 5155 T-2             | 25 вересня 1973   | Паломарська обсерваторія             | К. Й. ван Гаутен, І. ван Гаутен-Ґроневельд, Т. Герельс |
| (32718) 1103 T-3         | 1103 T-3             | 17 жовтня 1977    | Паломарська обсерваторія             | К. Й. ван Гаутен, І. ван Гаутен-Ґроневельд, Т. Герельс |
| (32719) 1153 T-3         | 1153 T-3             | 17 жовтня 1977    | Паломарська обсерваторія             | К. Й. ван Гаутен, І. ван Гаутен-Ґроневельд, Т. Герельс |
| 32720 Simoeisios         | 2131 T-3             | 16 жовтня 1977    | Паломарська обсерваторія             | К. Й. ван Гаутен, І. ван Гаутен-Ґроневельд, Т. Герельс |
| (32721) 2335 T-3         | 2335 T-3             | 16 жовтня 1977    | Паломарська обсерваторія             | К. Й. ван Гаутен, І. ван Гаутен-Ґроневельд, Т. Герельс |
| (32722) 3340 T-3         | 3340 T-3             | 16 жовтня 1977    | Паломарська обсерваторія             | К. Й. ван Гаутен, І. ван Гаутен-Ґроневельд, Т. Герельс |
| (32723) 4028 T-3         | 4028 T-3             | 16 жовтня 1977    | Паломарська обсерваторія             | К. Й. ван Гаутен, І. ван Гаутен-Ґроневельд, Т. Герельс |
| 32724 Верліц (Woerlitz)  | 4029 T-3             | 16 жовтня 1977    | Паломарська обсерваторія             | К. Й. ван Гаутен, І. ван Гаутен-Ґроневельд, Т. Герельс |
| (32725) 4057 T-3         | 4057 T-3             | 16 жовтня 1977    | Паломарська обсерваторія             | К. Й. ван Гаутен, І. ван Гаутен-Ґроневельд, Т. Герельс |
| 32726 Chromios           | 4179 T-3             | 16 жовтня 1977    | Паломарська обсерваторія             | К. Й. ван Гаутен, І. ван Гаутен-Ґроневельд, Т. Герельс |
| (32727) 4268 T-3         | 4268 T-3             | 16 жовтня 1977    | Паломарська обсерваторія             | К. Й. ван Гаутен, І. ван Гаутен-Ґроневельд, Т. Герельс |
| (32728) 4517 T-3         | 4517 T-3             | 16 жовтня 1977    | Паломарська обсерваторія             | К. Й. ван Гаутен, І. ван Гаутен-Ґроневельд, Т. Герельс |
| (32729) 5179 T-3         | 5179 T-3             | 16 жовтня 1977    | Паломарська обсерваторія             | К. Й. ван Гаутен, І. ван Гаутен-Ґроневельд, Т. Герельс |
| (32730) 1951 RX          | 1951 RX              | 4 вересня 1951    | Обсерваторія Гейдельберг-Кеніґштуль  | К. В. Райнмут                                          |
| 32731 Annaivanovna       | 1968 OD1             | 25 липня 1968     | Астрономічна станція Серро Ель Робле | Гурій Плюгін, Юрій Бєляєв                              |
| (32732) 1975 SH1         | 1975 SH1             | 30 вересня 1975   | Паломарська обсерваторія             | Ш. Дж. Бас                                             |
| (32733) 1976 SB          | 1976 SB              | 23 вересня 1976   | Гарвардська обсерваторія             | Гарвардська обсерваторія                               |
| 32734 Kryukov            | 1978 RM              | 1 вересня 1978    | КрАО                                 | Черних Микола Степанович                               |
| 32735 Strekalov          | 1978 SX4             | 27 вересня 1978   | КрАО                                 | Людмила Черних                                         |
| (32736) 1978 UE5         | 1978 UE5             | 27 жовтня 1978    | Паломарська обсерваторія             | Мішель Олмстід                                         |
| (32737) 1978 UZ6         | 1978 UZ6             | 27 жовтня 1978    | Паломарська обсерваторія             | Мішель Олмстід                                         |
| (32738) 1978 VT1         | 1978 VT1             | 1 листопада 1978  | Коссоль                              | Коїтіро Томіта                                         |
| (32739) 1978 VA5         | 1978 VA5             | 7 листопада 1978  | Паломарська обсерваторія             | Е. Гелін, Ш. Дж. Бас                                   |
| (32740) 1978 VB7         | 1978 VB7             | 7 листопада 1978  | Паломарська обсерваторія             | Е. Гелін, Ш. Дж. Бас                                   |
| (32741) 1978 VX8         | 1978 VX8             | 7 листопада 1978  | Паломарська обсерваторія             | Е. Гелін, Ш. Дж. Бас                                   |
| (32742) 1978 VB10        | 1978 VB10            | 7 листопада 1978  | Паломарська обсерваторія             | Е. Гелін, Ш. Дж. Бас                                   |
| (32743) 1979 MR1         | 1979 MR1             | 25 червня 1979    | Обсерваторія Сайдинг-Спрінг          | Е. Гелін, Ш. Дж. Бас                                   |
| (32744) 1979 MR5         | 1979 MR5             | 25 червня 1979    | Обсерваторія Сайдинг-Спрінг          | Е. Гелін, Ш. Дж. Бас                                   |
| (32745) 1981 DO1         | 1981 DO1             | 28 лютого 1981    | Обсерваторія Сайдинг-Спрінг          | Ш. Дж. Бас                                             |
| (32746) 1981 EW2         | 1981 EW2             | 2 березня 1981    | Обсерваторія Сайдинг-Спрінг          | Ш. Дж. Бас                                             |
| (32747) 1981 EY5         | 1981 EY5             | 7 березня 1981    | Обсерваторія Сайдинг-Спрінг          | Ш. Дж. Бас                                             |
| (32748) 1981 EY7         | 1981 EY7             | 1 березня 1981    | Обсерваторія Сайдинг-Спрінг          | Ш. Дж. Бас                                             |
| (32749) 1981 EA9         | 1981 EA9             | 1 березня 1981    | Обсерваторія Сайдинг-Спрінг          | Ш. Дж. Бас                                             |
| (32750) 1981 EG9         | 1981 EG9             | 1 березня 1981    | Обсерваторія Сайдинг-Спрінг          | Ш. Дж. Бас                                             |
| (32751) 1981 EB12        | 1981 EB12            | 1 березня 1981    | Обсерваторія Сайдинг-Спрінг          | Ш. Дж. Бас                                             |
| (32752) 1981 EZ13        | 1981 EZ13            | 1 березня 1981    | Обсерваторія Сайдинг-Спрінг          | Ш. Дж. Бас                                             |
| (32753) 1981 EB14        | 1981 EB14            | 1 березня 1981    | Обсерваторія Сайдинг-Спрінг          | Ш. Дж. Бас                                             |
| (32754) 1981 EK15        | 1981 EK15            | 1 березня 1981    | Обсерваторія Сайдинг-Спрінг          | Ш. Дж. Бас                                             |
| (32755) 1981 EP15        | 1981 EP15            | 1 березня 1981    | Обсерваторія Сайдинг-Спрінг          | Ш. Дж. Бас                                             |
| (32756) 1981 ER15        | 1981 ER15            | 1 березня 1981    | Обсерваторія Сайдинг-Спрінг          | Ш. Дж. Бас                                             |
| (32757) 1981 EP18        | 1981 EP18            | 2 березня 1981    | Обсерваторія Сайдинг-Спрінг          | Ш. Дж. Бас                                             |
| (32758) 1981 ES18        | 1981 ES18            | 2 березня 1981    | Обсерваторія Сайдинг-Спрінг          | Ш. Дж. Бас                                             |
| (32759) 1981 EC28        | 1981 EC28            | 2 березня 1981    | Обсерваторія Сайдинг-Спрінг          | Ш. Дж. Бас                                             |
| (32760) 1981 ER28        | 1981 ER28            | 6 березня 1981    | Обсерваторія Сайдинг-Спрінг          | Ш. Дж. Бас                                             |
| (32761) 1981 ED31        | 1981 ED31            | 2 березня 1981    | Обсерваторія Сайдинг-Спрінг          | Ш. Дж. Бас                                             |
| (32762) 1981 ER32        | 1981 ER32            | 7 березня 1981    | Обсерваторія Сайдинг-Спрінг          | Ш. Дж. Бас                                             |
| (32763) 1981 EH35        | 1981 EH35            | 2 березня 1981    | Обсерваторія Сайдинг-Спрінг          | Ш. Дж. Бас                                             |
| (32764) 1981 EL36        | 1981 EL36            | 7 березня 1981    | Обсерваторія Сайдинг-Спрінг          | Ш. Дж. Бас                                             |
| (32765) 1981 EC40        | 1981 EC40            | 2 березня 1981    | Обсерваторія Сайдинг-Спрінг          | Ш. Дж. Бас                                             |
| 32766 Voskresenskoe      | 1982 UY7             | 21 жовтня 1982    | КрАО                                 | Журавльова Людмила Василівна                           |
| (32767) 1983 RY2         | 1983 RY2             | 1 вересня 1983    | Обсерваторія Ла-Сілья                | Анрі Дебеонь                                           |
| (32768) 1983 RZ4         | 1983 RZ4             | 5 вересня 1983    | КрАО                                 | Журавльова Людмила Василівна                           |
| (32769) 1984 AJ1         | 1984 AJ1             | 8 січня 1984      | Станція Андерсон-Меса                | Едвард Бовелл                                          |
| 32770 Старчик (Starchik) | 1984 YY1             | 23 грудня 1984    | КрАО                                 | Карачкіна Людмила Георгіївна                           |
| (32771) 1985 RK3         | 1985 RK3             | 6 вересня 1985    | Обсерваторія Ла-Сілья                | Анрі Дебеонь                                           |
| (32772) 1986 JL          | 1986 JL              | 11 травня 1986    | Коссоль                              | Крістіан Поллас                                        |
| (32773) 1986 TD          | 1986 TD              | 5 жовтня 1986     | Півніце                              | Мілан Антал                                            |
| (32774) 1986 VZ          | 1986 VZ              | 3 листопада 1986  | Обсерваторія Клеть                   | Антонін Мркос                                          |
| (32775) 1986 WP2         | 1986 WP2             | 29 листопада 1986 | Тойота                               | Кендзо Судзукі, Такеші Урата                           |
| 32776 Nriag              | 1987 KG5             | 29 травня 1987    | Паломарська обсерваторія             | Керолін Шумейкер, Юджин Шумейкер                       |
| (32777) 1987 QF1         | 1987 QF1             | 21 серпня 1987    | Обсерваторія Клеть                   | Зденька Ваврова                                        |
| (32778) 1988 CW1         | 1988 CW1             | 11 лютого 1988    | Обсерваторія Ла-Сілья                | Ерік Вальтер Ельст                                     |
| (32779) 1988 CZ2         | 1988 CZ2             | 11 лютого 1988    | Обсерваторія Ла-Сілья                | Ерік Вальтер Ельст                                     |
| (32780) 1988 CR5         | 1988 CR5             | 13 лютого 1988    | Обсерваторія Ла-Сілья                | Ерік Вальтер Ельст                                     |
| (32781) 1988 DD2         | 1988 DD2             | 17 лютого 1988    | Обсерваторія Ла-Сілья                | Ерік Вальтер Ельст                                     |
| (32782) 1988 RX10        | 1988 RX10            | 14 вересня 1988   | Обсерваторія Серро Тололо            | Ш. Дж. Бас                                             |
| (32783) 1988 RK13        | 1988 RK13            | 14 вересня 1988   | Обсерваторія Серро Тололо            | Ш. Дж. Бас                                             |
| (32784) 1989 AR          | 1989 AR              | 4 січня 1989      | Обсерваторія Кушіро                  | Сейджі Уеда, Хіроші Канеда                             |
| (32785) 1989 CU1         | 1989 CU1             | 10 лютого 1989    | Обсерваторія Ґекко                   | Йошіакі Ошіма                                          |
| (32786) 1989 GW2         | 1989 GW2             | 3 квітня 1989     | Обсерваторія Ла-Сілья                | Ерік Вальтер Ельст                                     |
| (32787) 1989 ST1         | 1989 ST1             | 26 вересня 1989   | Обсерваторія Ла-Сілья                | Ерік Вальтер Ельст                                     |
| (32788) 1989 SJ3         | 1989 SJ3             | 26 вересня 1989   | Обсерваторія Ла-Сілья                | Ерік Вальтер Ельст                                     |
| (32789) 1989 SF5         | 1989 SF5             | 26 вересня 1989   | Обсерваторія Ла-Сілья                | Ерік Вальтер Ельст                                     |
| (32790) 1989 SM8         | 1989 SM8             | 23 вересня 1989   | Обсерваторія Ла-Сілья                | Анрі Дебеонь                                           |
| (32791) 1989 TQ2         | 1989 TQ2             | 3 жовтня 1989     | Обсерваторія Серро Тололо            | Ш. Дж. Бас                                             |
| (32792) 1989 TR7         | 1989 TR7             | 7 жовтня 1989     | Обсерваторія Ла-Сілья                | Ерік Вальтер Ельст                                     |
| (32793) 1989 TQ15        | 1989 TQ15            | 3 жовтня 1989     | Обсерваторія Ла-Сілья                | Анрі Дебеонь                                           |
| (32794) 1989 UE5         | 1989 UE5             | 30 жовтня 1989    | Обсерваторія Серро Тололо            | Ш. Дж. Бас                                             |
| (32795) 1989 WA3         | 1989 WA3             | 21 листопада 1989 | Обсерваторія Ґекко                   | Йошіакі Ошіма                                          |
| 32796 Ehrenfest          | 1990 ET2             | 2 березня 1990    | Обсерваторія Ла-Сілья                | Ерік Вальтер Ельст                                     |
| (32797) 1990 OJ          | 1990 OJ              | 18 липня 1990     | Паломарська обсерваторія             | Е. Гелін                                               |
| (32798) 1990 OA2         | 1990 OA2             | 29 липня 1990     | Паломарська обсерваторія             | Генрі Гольт                                            |
| (32799) 1990 QN1         | 1990 QN1             | 22 серпня 1990    | Паломарська обсерваторія             | Генрі Гольт                                            |
| (32800) 1990 QC19        | 1990 QC19            | 17 серпня 1990    | Паломарська обсерваторія             | Перрі Роуз                                             |

| ← Астероїди 30001—40000 → |             |             |             |             |             |             |             |             |             |
| 30001—30100               | 31001—31100 | 32001—32100 | 33001—33100 | 34001—34100 | 35001—35100 | 36001—36100 | 37001—37100 | 38001—38100 | 39001—39100 |
| 30101—30200               | 31101—31200 | 32101—32200 | 33101—33200 | 34101—34200 | 35101—35200 | 36101—36200 | 37101—37200 | 38101—38200 | 39101—39200 |
| 30201—30300               | 31201—31300 | 32201—32300 | 33201—33300 | 34201—34300 | 35201—35300 | 36201—36300 | 37201—37300 | 38201—38300 | 39201—39300 |
| 30301—30400               | 31301—31400 | 32301—32400 | 33301—33400 | 34301—34400 | 35301—35400 | 36301—36400 | 37301—37400 | 38301—38400 | 39301—39400 |
| 30401—30500               | 31401—31500 | 32401—32500 | 33401—33500 | 34401—34500 | 35401—35500 | 36401—36500 | 37401—37500 | 38401—38500 | 39401—39500 |
| 30501—30600               | 31501—31600 | 32501—32600 | 33501—33600 | 34501—34600 | 35501—35600 | 36501—36600 | 37501—37600 | 38501—38600 | 39501—39600 |
| 30601—30700               | 31601—31700 | 32601—32700 | 33601—33700 | 34601—34700 | 35601—35700 | 36601—36700 | 37601—37700 | 38601—38700 | 39601—39700 |
| 30701—30800               | 31701—31800 | 32701—32800 | 33701—33800 | 34701—34800 | 35701—35800 | 36701—36800 | 37701—37800 | 38701—38800 | 39701—39800 |
| 30801—30900               | 31801—31900 | 32801—32900 | 33801—33900 | 34801—34900 | 35801—35900 | 36801—36900 | 37801—37900 | 38801—38900 | 39801—39900 |
| 30901—31000               | 31901—32000 | 32901—33000 | 33901—34000 | 34901—35000 | 35901—36000 | 36901—37000 | 37901—38000 | 38901—39000 | 39901—40000 |